# Kowloons' Ball Parade
Kowloons' Ball Parade (クーロンズ・ボール・パレード?, Kūronzu Bōru Parēdo) è un manga spokon scritto da Mikiyasu Kamada e disegnato da Ashibi Fukui. È stato pubblicato sulla rivista Weekly Shōnen Jump da febbraio a luglio 2021. Successivamente i capitoli sono stati raccolti e pubblicati in tre volumi tankobon. Negli Stati Uniti la serie è edita da Viz Media.

## Trama
Tamao Azukida vuole entrare nella forte squadra di baseball della scuola Hakuo Gakuin, dal momento che la squadra partecipa tutti gli anni al prestigioso torneo Koshien. Per coronare il suo sogno si allena duramente ogni giorno. Ai provini per entrare nella squadra, incontra Tao Ryudo, un abile lanciatore che vede in lui qualcosa di speciale e quando Tamao Azukida viene rifiutato dalla squadra, decide di unirsi a Ryudo per un nuovo grande progetto.

## Pubblicazione
Il manga, scritto da Mikiyasu Kamada e disegnato da Ashibi Fukui, è stato serializzato dal 15 febbraio al 4 luglio 2021 sulla rivista Weekly Shōnen Jump di Shūeisha. I capitoli sono stati raccolti in 3 volumi tankobon pubblicati dal 4 giugno al 4 ottobre 2021.
Viz Media e Manga Plus hanno pubblicato i capitoli della serie contemporaneamente all'uscita giapponese. Viz Media ha pubblicato i volumi digitali nel settembre 2022.

### Volumi
| 1 | 4 giugno 2021 | ISBN 978-4-08-882681-3 |
| 1 | Capitoli (traduzioni letterali dei titoli) - 1. L'inizio di un sogno (夢のはじまり?, Yume no hajimari) - 2. "First Encounter" (出会い?, Deai) - 3. Un nuov osogno (新しい夢?, Atarashī yume) - 4. Yoshitaka Tsurugi (剣義鷹?, Tsurugi Yoshitaka) - 5. Gara al chiaro di luna (月夜の勝負?, Tsukiyo no shōbu) - 6. Il falco e il drago (鷹と龍?, Taka to ryū) - 7. Un nuovo passo avanti (新たな一歩?, Aratana ippo) |                        |
| 2 | 4 agosto 2021 | ISBN 978-4-08-882730-8 |
| 2 | Capitoli (traduzioni letterali dei titoli) - 8. Rinnojo Tsubaki (椿凛之丞?, Tsubaki Rinnojō) - 9. La battaglia con Minato Senior (湊シニア戦?, Minato shinia-sen) - 10. La formazione di una grande interbase (遊撃手の資質?, Shōto no shishitsu) - 11. Come fare leva sui talenti (才能の活かし方?, Sainō no ikashikata) - 12. Vento (風?, Kaze) - 13. Legami karmici (因縁?, Innen) - 14. Shiro Shiratori (白鳥四郎?, Shiratori Shirō) - 15. Il risveglio del drago (臥竜目覚む?, Garyō mezamu) - 16. Il drago nero prende il volo (黒龍発進?, Kokuryū hasshin) |                        |
| 3 | 4 ottobre 2021 | ISBN 978-4-08-882789-6 |
| 3 | Capitoli (traduzioni letterali dei titoli) - 17. L'agguato rosso (紅い伏兵?, Akai fukuhei) - 18. Mostro (怪物?, Kaibutsu) - 19. Il settembre di tutti (それぞれの9か月?, Sorezore no kyūkagetsu) - 20. Il nostro baseball (僕達の野球?, Bokutachi no yakyū) |                        |